# 윌리엄 H. 피첸바거
윌리엄 H. 피첸바거(William H. Pitsenbarger, 1944년 7월 7일 ~ 1966년 4월 11일)는 미국의 군인이다.

## 군 경력

### 베트남 전쟁
베트남 전쟁에서 낙하산 구조대로 활약하여 명예훈장을 수여받았다.
그의 이야기가 영화 라스트 풀 메저로 만들어졌다.

## 상훈
- 명예훈장

## 같이 보기
- 라스트 풀 메저